# Macronema burmeisteri
Macronema burmeisteri är en nattsländeart som beskrevs av Banks 1924. Macronema burmeisteri ingår i släktet Macronema och familjen ryssjenattsländor. Inga underarter finns listade i Catalogue of Life.

## Bildgalleri

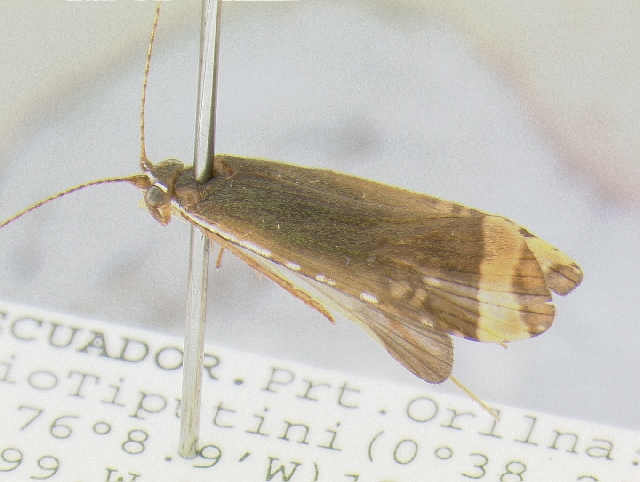